# 空席待ち
空席待ち（くうせきまち）からの搭乗とは、事前予約無しで飛行機に搭乗することで、航空会社では頻繁に行われる。スタンバイとも。

## 概要
一般に空席待ち扱いとなるのは以下の二つの場合。一つは、搭乗予定の便を逃した場合。この場合、次の便を利用することになるが、この便への搭乗は予約がないので、空席待ちとなる。二つ目は乗客が空港に（たまたま、あるいは故意に）早めに着いてしまい、搭乗予定の便よりも早い便を希望するケース。航空業界では、後者を、搭乗予定の乗客が空港に来なかった場合（no show）との対比で、go show と呼び習わしている。
この他、座席をアップグレードする場合も空席待ちとよばれる。アメリカ合衆国を始めとする航空会社では、上顧客に、空いているファーストクラスの座席へのアップグレードを提供することが一般的である。この際、既にファーストクラスの空席が埋まっていたり、より上位の顧客に回ってしまっている場合、下位の顧客は空席待ちに回される。
この場合、搭乗予定客が予約の取り消しをしたり、空港に来なかった場合、乗り継ぎ便の遅れ、運用上の都合や、機材の変更等があった場合に、空席待ちの顧客がアップグレードを受けることができる。アップグレードを受ける場合には、搭乗口で新たに搭乗券を発券してもらうこともある。
デルタ航空・ユナイテッド航空を始めとする航空会社では、先述の一般の空席待ちとアップグレード用の空席待ちの一覧を、搭乗口のモニターに表示する。また、ファーストクラスが満席になってしまった場合にも、口頭で案内がある。

## 優先順位
航空会社の従業員とその家族ないし友人も空席待ちで搭乗できることがあり、その場合は割引運賃か無料で搭乗できる。こうした搭乗の場合、優先順位は低く、普通運賃で搭乗する乗客全員に席が割り当てられて初めて空席が回ってくる。場合によっては、一度席が宛がわれたにもかかわらず、後から来た普通運賃の乗客に席を譲らなければならないこともある。
空席待ちの一覧に加わるには発券窓口か搭乗窓口で申し出る必要がある。本人が直接窓口に出向く必要があり、一般に電話での申し込みはできない。搭乗開始の時点で、搭乗手続きが済んでいない乗客分と売れ残りの席が空席待ちの乗客に開放される。空席を希望する場合には搭乗口の傍で名前が呼ばれるのを待つ。あぶれてしまった場合には後発便の空席待ち一覧に追加される。優先順位は搭乗券の額面、これまでの累積マイレージ数等を元に決められる。
サウスウェスト航空等の格安航空会社の中には普通運賃以外の乗客には空席待ちからの搭乗を認めていない航空会社もある。例えばインターネット割引や早期割引等を利用した場合、普通運賃に変更しない限り空席待ちはできない。ただし接続便の到着の遅れで、乗継ができなかった場合はこの限りではない。
ANA国内線、JAL国内線の場合、優先順位をアルファベットの種別ごとに分けて区別している。
| 種別 | ANA                                                                                                  | JAL                                                                                           |
| ---- | --- | --------------------------------------------------------------------------------------------- |
| S    | ダイヤモンドステータス所持者                                                                         | JMBダイヤモンド、JGCプレミア、ワンワールドエメラルドステータス所持者                          |
| A    | プラチナ、ブロンズ、スーパーフライヤーズカード、スターアライアンスゴールド、シルバーステータス所持者 | JGC、JMBサファイア、JMBクリスタル、ワンワールドサファイア、ワンワールドルビーステータス所持者 |
| B    | 一般                                                                                                 | 一般                                                                                          |
| C    | その他                                                                                               | -                                                                                             |

## 追加料金
Go show（先発便への搭乗変更）は、元々無料で行われていたが、2010年4月現在、アメリカ合衆国の航空会社では、空席待ちで搭乗する場合、50米ドルから75米ドルの追加料金が必要となることが多い。
現在ユナイテッド航空では、空席待ちをする場合、75米ドルの追加料金が必要となる。ただし普通運賃を支払った場合や同社の1Kないしグローバルサービス会員、ビジネスやファーストクラスの搭乗券を持っている場合は、この限りではない。
アメリカン航空でも、上顧客ないし払い戻し可能な搭乗券を持っていない限り、出発の12時間以内に空席を確保するには、追加で75米ドルを支払う必要がある。ただし搭乗予定便の運行見合わせや搭乗拒否を受けたりした場合には、無料で空席待ちの先頭に加えられる。

## 参照
1. ↑  https://www.southwest.com/html/air/fare-information.html
2. ↑  “空港での空席待ちについて”.  全日本空輸. 2016年12月24日閲覧。
3. ↑  “JAL国内線 - 空港での空席待ちについて”.  日本航空. 2016年12月24日閲覧。
4. ↑  http://www.aa.com/i18n/utility/sameDayTravel.jsp